# Diócesis de Tuticorin
La diócesis de Tuticorin (en latín: Dioecesis Tuticorensis y en inglés: Roman Catholic Diocese of Tuticorin) es una circunscripción eclesiástica de la Iglesia católica en India. Se trata de una diócesis latina, sufragánea de la arquidiócesis de Madurai. Desde el 17 de enero de 2019 su obispo es Stephen Antony Pillai.

## Territorio y organización
La diócesis tiene 6440 km² y extiende su jurisdicción sobre los fieles católicos de rito latino residentes en el estado de Tamil Nadu en la mayor parte del distrito de Thoothukudi, casi la mitad del distrito de Tirunelveli y una pequeña porción del distrito de Kanyakumari.
La sede de la diócesis se encuentra en la ciudad de Thoothukudi (también llamada Tuticorin), en donde se halla la Catedral del Sagrado Corazón de Jesús.
En 2020 en la diócesis existían 117 parroquias.

## Historia
La diócesis fue erigida el 12 de junio de 1923 con el breve Cum religio catholica del papa Pío XI, obteniendo el territorio de la diócesis de Trichinopoly (hoy diócesis de Tiruchirapalli). Originalmente era sufragánea de la arquidiócesis de Bombay.
El 3 de julio de 1929 cinco parroquias que hasta entonces dependían de los obispos de Santo Tomé de Meliapor en virtud de los derechos del Padroado portugués pasaron a la jurisdicción de los obispos de Tuticorin mediante la bula Quae ad spirituale del papa Pío XI.
El 19 de septiembre de 1953 pasó a formar parte de la provincia eclesiástica de Madurai.

## Estadísticas
Según el Anuario Pontificio 2021 la diócesis tenía a fines de 2020 un total de 436 251 fieles bautizados.
| Año                                                                             | Población            | Población | Población      | Sacerdotes | Sacerdotes    | Sacerdotes    | Bautizados por sacerdote | Diáconos permanentes | Religiosos | Religiosos | Parroquias |
| Año                                                                             | Bautizados católicos | Total     | % de católicos | Total      | Clero secular | Clero regular | Bautizados por sacerdote | Diáconos permanentes | Varones    | Mujeres    | Parroquias |
| ------------------------------------------------------------------------------- | -------------------- | --------- | -------------- | ---------- | ------------- | ------------- | ------------------------ | -------------------- | ---------- | ---------- | ---------- |
| 1950                                                                            | 110 000              | 1 500 000 | 7.3            | 76         | 72            | 4             | 1447                     |                      | 16         | 240        | 45         |
| 1969                                                                            | 152 240              | 1 898 068 | 8.0            | 84         | 76            | 8             | 1812                     |                      | 8          | 523        | 52         |
| 1980                                                                            | 198 800              | 1 826 000 | 10.9           | 103        | 95            | 8             | 1930                     |                      | 59         | 694        | 48         |
| 1990                                                                            | 271 362              | 1 866 362 | 14.5           | 143        | 134           | 9             | 1897                     |                      | 54         | 675        | 73         |
| 1999                                                                            | 314 350              | 2 592 000 | 12.1           | 145        | 134           | 11            | 2167                     |                      | 65         | 690        | 78         |
| 2000                                                                            | 317 370              | 2 598 200 | 12.2           | 148        | 138           | 10            | 2144                     |                      | 62         | 696        | 82         |
| 2001                                                                            | 325 170              | 2 618 410 | 12.4           | 160        | 145           | 15            | 2032                     |                      | 67         | 696        | 87         |
| 2002                                                                            | 330 200              | 2 625 400 | 12.6           | 158        | 145           | 13            | 2089                     |                      | 72         | 698        | 90         |
| 2003                                                                            | 340 000              | 2 715 000 | 12.5           | 171        | 154           | 17            | 1988                     |                      | 67         | 696        | 95         |
| 2004                                                                            | 348 000              | 2 765 000 | 12.6           | 164        | 146           | 18            | 2121                     |                      | 68         | 605        | 103        |
| 2010                                                                            | 421 820              | 2 590 000 | 16.3           | 198        | 168           | 30            | 2130                     |                      | 59         | 702        | 106        |
| 2014                                                                            | 435 000              | 2 732 000 | 15.9           | 213        | 186           | 27            | 2042                     |                      | 64         | 730        | 111        |
| 2017                                                                            | 429 610              | 2 702 123 | 15.9           | 218        | 186           | 32            | 1970                     |                      | 51         | 723        | 115        |
| 2020                                                                            | 436 251              | 2 776 200 | 15.7           | 240        | 199           | 41            | 1817                     |                      | 74         | 765        | 117        |
| Fuente: Catholic-Hierarchy, que a su vez toma los datos del Anuario Pontificio. |                      |           |                |            |               |               |                          |                      |            |            |            |

## Episcopologio
- Francis Tiburtius Roche, S.I. † (12 de junio de 1923-26 de junio de 1953 falleció)
- Thomas Fernando (26 de junio de 1953 por sucesión-23 de noviembre de 1970 nombrado obispo de Tiruchirapalli)
- Ambrose Mathalaimuthu † (30 de agosto de 1971-6 de diciembre de 1979 nombrado obispo de Coimbatore)
- Siluvaimathu Teresanathan Amalnather (29 de noviembre de 1980-8 de diciembre de 1999 renunció)
- Peter Fernando † (8 de diciembre de 1999 por sucesión-22 de marzo de 2003 nombrado arzobispo de Madurai)
- Yvon Ambrose (1 de abril de 2005-17 de enero de 2019 retirado)
- Stephen Antony Pillai, desde el 17 de enero de 2019